# Mazatec jezici
Mazatec jezici(privatni kod: mazn), podskupina popoločkih jezika iz Oaxace, Meksika. Dio velike porodice otomang. Obuhvaća 8 mazatec jezika koji imena nose po lokalitetima gdje se govore. Predstavnici su:
- Ayautla Mazatec [vmy], 3.700 (2005 census).
- Chiquihuitlán Mazatec ili Mazateco de San Juan Chiquihuitlán [maq], 2.500 (1990 census).
- Huautla Mazatec ili Highland Mazatec, Mazateco de Huautla de Jimenez, Mazateco de la Sierra [mau], 82.200 (2005).
- Ixcatlán Mazatec ili Mazateco de San Pedro Ixcatlán [mzi], 	10.600 (2005).
- Jalapa de Díaz Mazatec ili Lowland Mazatec, Mazateco de San Felipe Jalapa de Díaz [maj], 24.200 (2005).
- Mazatlán Mazatec ili Mazateco de Mazatlán Villa de Flores [vmz], 12.900 (2005).
- San Jerónimo Tecóatl Mazatec ili Mazateco de San Antonio Eloxochitlán, Mazateco de San Jerónimo Tecóatl, Northern Highland Mazatec [maa], 21.100 (2005).
- Soyaltepec Mazatec ili Mazateco de San Miguel Soyaltepec, Mazateco de Temascal [vmp], 27.600 (2005).

## Vanjske poveznice
- Ethnologue (14th)
- Ethnologue (15th)